# Én vagyok én
Az Én vagyok én Szűcs Judith sorban 9. nagylemeze, amely két év múlva követte az előzőt. A korábbi zeneszerzők eltűntek és új zeneszerzők és zenészek láttak hozzá az új lemezhez, amely merőben más dallamvilágot hozott, mit a korábbiak. Keményebb lett, újdonságként hatott Judith által előadott rap hatású szövegek beépítése több dalba. A megjelenésében is modern albumborítón Szűcs Judit található.

## Az album dalai[1]
1. Én vagyok én (Trunkos András-Fülöp Csaba)
2. How To Pick Up The Boys (Trunkos András)
3. Most szólj (Mihály Tamás-Fülöp Csaba)
4. Fiú (Trunkos András)
5. Szatelit (Trunkos András)
6. Én elhiszem (Mihály Tamás-Trunkos András)
7. Elkéstem (Trunkos András-Fülöp Csaba)
8. Az igazi szerelem (Trunkos András)
9. Megy a kutya (Mihály Tamás-Fülöp Csaba)

## Közreműködők
- Trunkos András – szintetizátorok, zenei rendező
- Mihály Tamás – szintetizátorok, hangmérnök
- Muck Ferenc – szaxofon, klarinét
- Lugossy László – gitár
- Szabó Ferenc – dob
- Király Éva – vokál